# Porvoonjoki
Der Porvoonjoki [ˈpɔrvɔːnjɔki] (schwedisch Borgå å) ist ein Fluss im Süden Finnlands. Er entspringt am Südhang des Salpausselkä-Höhenzugs und mündet bei der Stadt Porvoo in den Finnischen Meerbusen.
Der Porvoonjoki hat mehrere Quellen, die bei Lahti, Hollola und Kärkölä liegen. Nach seiner Quelle fließt er Fluss in südlicher Richtung über Orimattila, Pukkila und Askola nach Porvoo, wo er in das Meer mündet. Die Länge des Flusses beträgt 143 km, sein Einzugsgebiet misst 1271 km². Der Höhenunterschied zwischen Quelle und Mündung beträgt 68 m. Der Fluss hat mehrere Stromschnellen, die mittlerweile fast alle für die Wasserkraft eingespannt wurden. Die größte Stromschnelle ist der Strömsberginkoski bei Porvoo. Die Wasserqualität des Porvoonjoki ist wegen der Einspeisung von Abwässern eher schlecht.
Das Tal des Porvoonjoki mit seinem Wechsel von landwirtschaftlich genutzten Ebenen und sanft gewellten Moränen gehört zu den ältesten Kulturlandschaften Finnlands. Am Ufer des Flusses haben sich alte Dörfer mit Bausubstanz aus dem 18. und 19. Jahrhundert und Gutshöfen erhalten können. Zusammen mit der Altstadt von Porvoo gehört das Tal des Porvoonjoki zu den 27 offiziellen Nationallandschaften Finnlands.